# 信号扱所

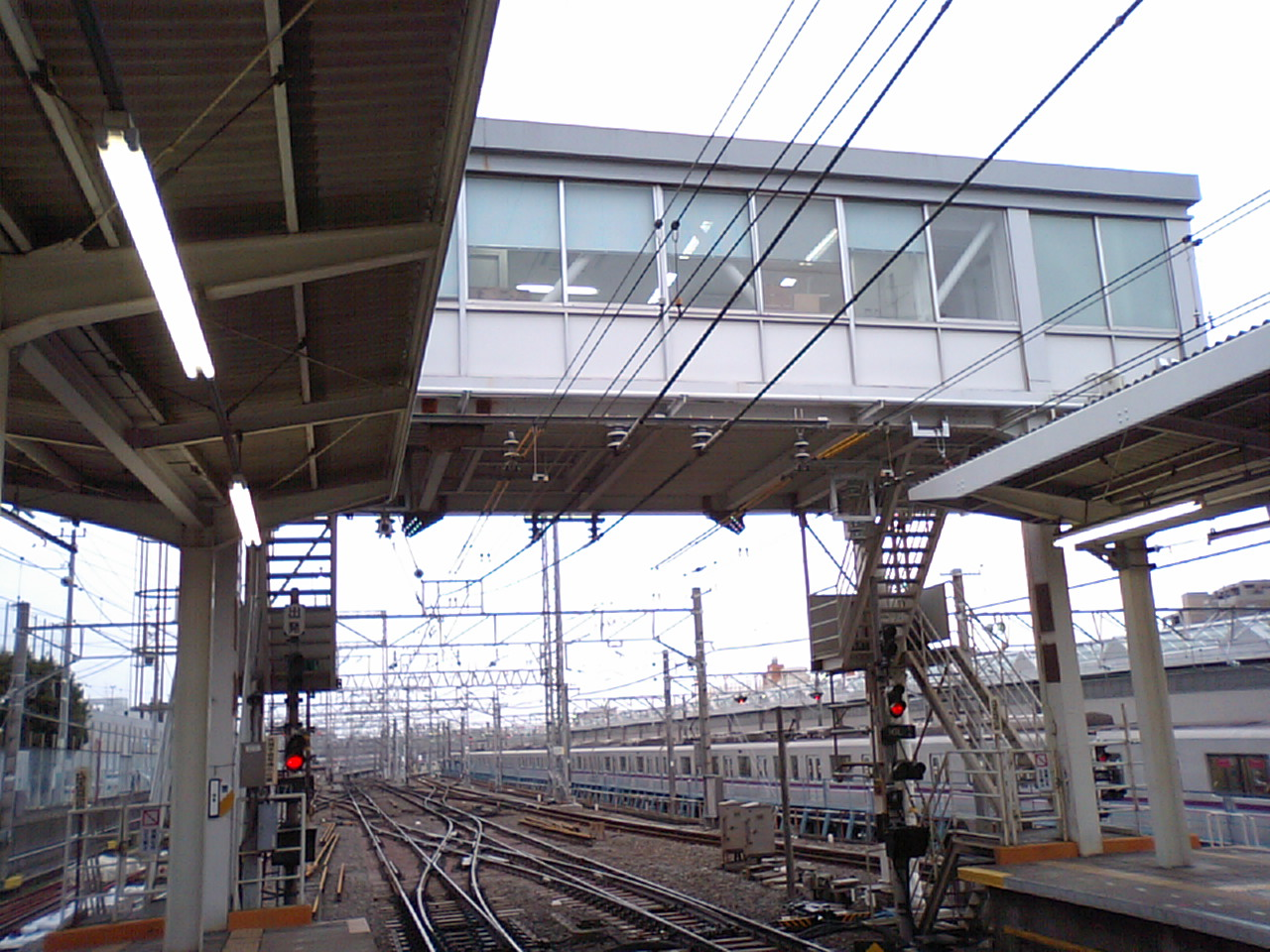
鷺沼駅の信号扱所。

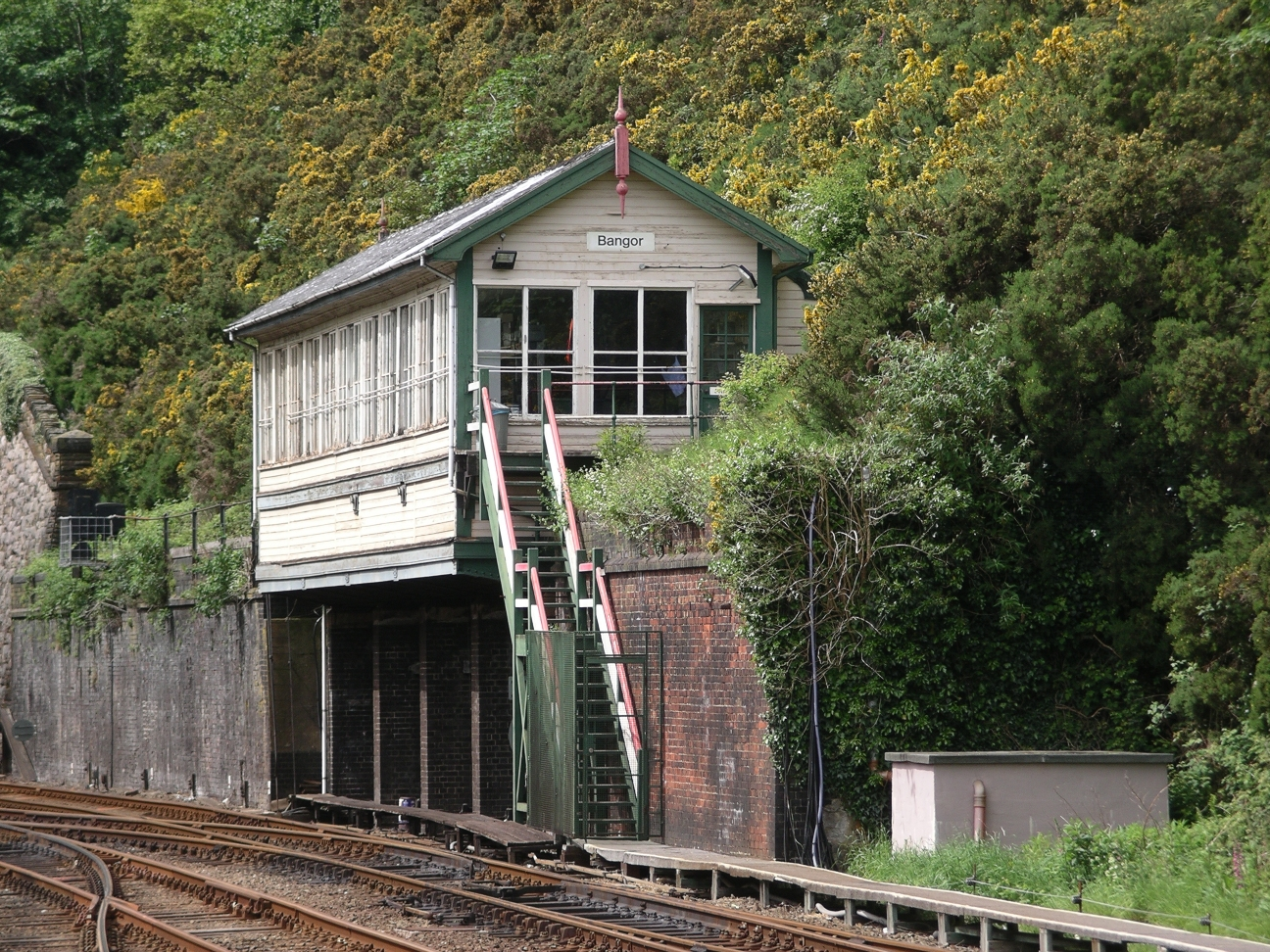
イギリス・Bangorで現在も使用されている信号扱所

信号扱所、信号扱い所（しんごうあつかいしょ、しんごうあつかいじょ）とは、鉄道において、信号や分岐器を操作するために設けられた建物または場所のことである。駅や信号場などに設けられる。

## 歴史
鉄道の信号は、はじめは全て機械的な手段によって行われた。ポイントと信号は個々の場所で独立したレバー（てこ）やハンドルで操作されていた。これは、列車が通過するたびに、信号手がそれぞれの機器の場所まで歩いていかなければならないことを意味する。やがて、現在信号扱所と呼ばれている1戸の建物へコントロールが集中されるようになった。

## 制御装置

### 機械てこ
初期の信号扱所では機械てこが使われていた。機械てこは、通常、操作用の床の下の梁に設置された。てこ（レバー）には、分岐器が正しい順に操作されたとき信号機が確実に正しい表示をすることを保証するための連動装置がつけられていた。信号または分岐器と信号扱所内のレバーとは線路に沿って敷設されたワイヤーまたは棒により接続されていた。
てこは、機能によって、例えば停止信号用は赤、ポイントは黒というように色分けされており、てこの右端から左端に至るまで通常、識別用の番号がつけられていた。ほとんどの場合、線路の配線図および信号の配置図（訳注: 日本においては連動図表）がレバー・フレームの上に設置されておりてこの番号と信号機・分岐器の番号とを対応づけていた。
電気てこは、電気的に信号機や分岐器を操作する小さなてこである。いくつかのケースにおいては機械式の連動装置が機能したままにされていたが、その他においては電気的にてこをロックする連動装置が用いられた。まれなケースではバーやスライド装置を用いて信号機や分岐器を空気圧で動作させる場合もあった。

### コントロールパネル
コントロールパネルを備えた信号扱所では、てこ装置は線路配線図上に配置されたボタンあるいはスイッチで置き換えられる。これらのボタンまたはスイッチは電気的連動装置または電子的連動装置と接続される。英国では、次のタイプのコントロールパネルが使われる:
Individual Function Switch (IFS)
A separate button/switch is provided for each signal and for each set of points. This type of panel is operated in a similar manner to a lever frame. The signalman must move each set of points to the desired position before operating the switch or button of the signal reading over them.
This type of panel needs the least complex circuitry but is not suited to controlling large or busy areas.
One Control Switch (OCS)
A separate switch/button is provided for every signalled route. There will be as many switches/buttons per signal as there are routes (i.e. signalled destinations) from that signal. To set the desired route, the relevant switch or button is operated. All points within the route are automatically set to the required position.
Individual points switches are provided, but they are normally left in the central position, which allows the points to be automatically set by the action of setting a route.
Entrance-Exit (NX)
This type of panel has one switch/button provided for every signalled route (except that some panels have separate 'entrance' and 'exit' devices). To set a route, the signalman operates the device for the 'entrance' signal, followed by the device for the 'exit' (destination) signal. All points within the route are automatically set to the required position.
Individual points switches are provided, but they are normally left in the central position, which allows the points to be automatically set by the action of setting a route.
上記と同様の原理による装置が世界中で使われている。

### 表示装置
現代の信号扱所は、ディスプレイを用いた装置およびそれに類似の制御装置を使う傾向がある。これらのシステムは従来のパネルに比べて価格的に有利であり、変更するのが容易である。現在、英国のほとんどの大規模な信号扱所は統合電子制御センター（Integrated Electronic Control Centre）になっている。世界各地で同様のコントロールシステムが使われている。

## 現在
現在でも、昔ながらの信号扱い所が見られる。ポイントおよび信号の機械的な制御も残っているが、ほとんどの場合、フレームは撤去されているか使用されておらず、代わりに電気的なコントロールパネルが装備されている。英国には旧式の空気圧制御の信号も残っているが非常に少数である。現代、大部分の国々では機械式の信号はまったくないか、あっても少数である。
現代、信号扱い所は大部分運転指令所に取って代わられた。これらのセンターは、通常メインの駅の近くにあり、電気あるいは電子装置を使用して、交通網をコントロールする。そのようなシステムの1つは列車集中制御装置（CTC、Centralised Traffic Control）である。

## 路面電車の場合

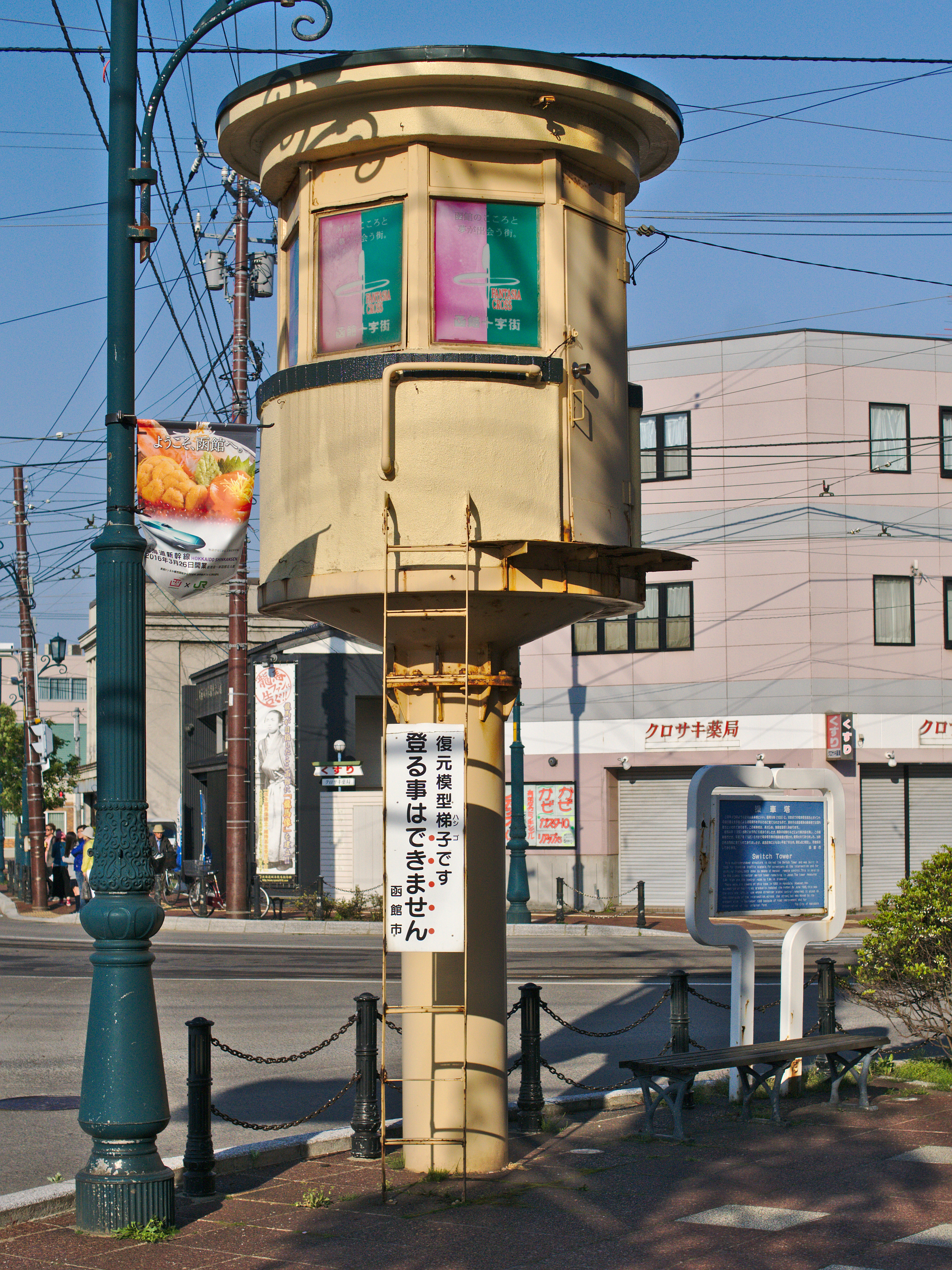
函館市交通局（現・函館市企業局交通部）十字街旧路面電車操車塔（保存展示）2016年撮影

路面電車の場合、分岐点や折返し停留場での分岐器・信号操作業務を、輸送・運用指令相当業務と合せて「操車」あるいは「配車」と呼称しており、信号扱所に相当する分岐器や信号の操作室についても「操車所（室）」「配車所（室）」などと呼ばれ、交差点で見通しを良くするために高い位置に設けられたものは特に「操車塔」あるいは「信号塔」などと呼ばれた。但し、主要停留場などに設けた輸送・運用指令業務を行う事務所も同様な「操車所（室）」などの呼称が用いられる。
合理化のため分岐器や信号の操作が自動・無人化されると、操車塔・信号塔も不要となって撤去され、残存しているものは少ないが、北海道函館市末広町5番地先に「十字街旧路面電車操車塔」として展示保存されている。

## ギャラリー

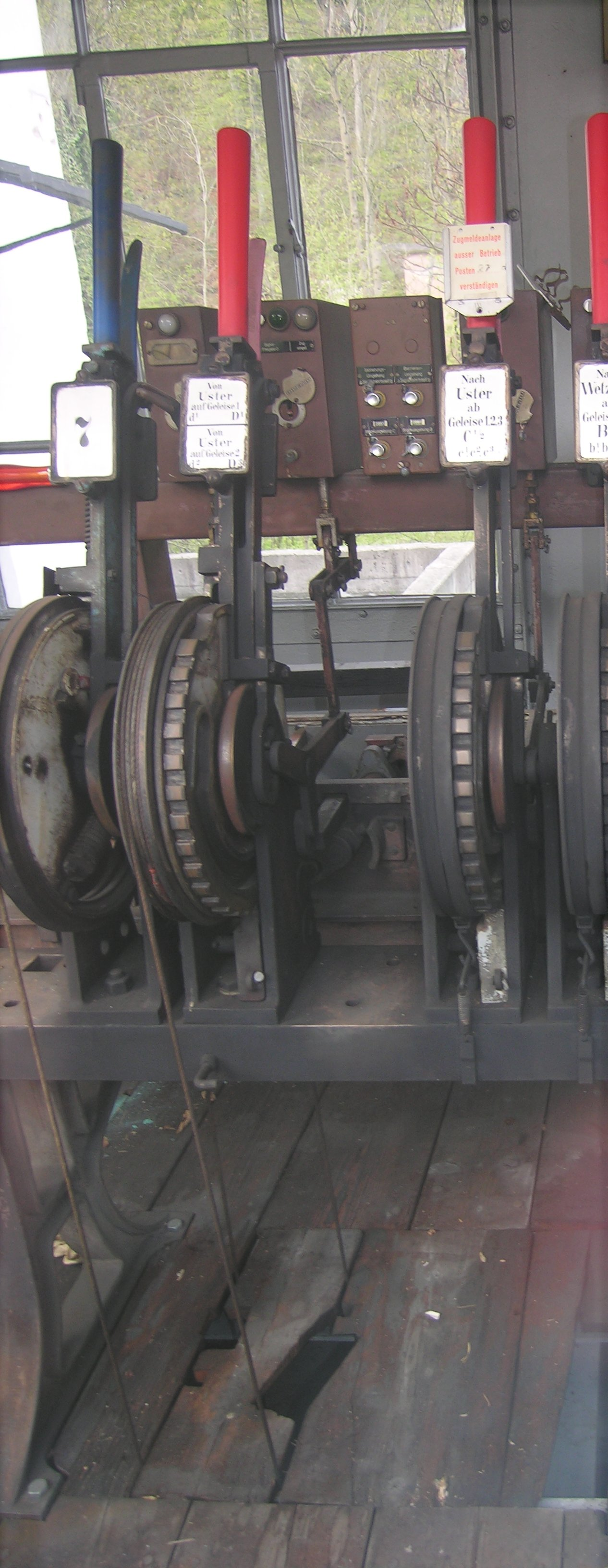
スイスの信号てこ
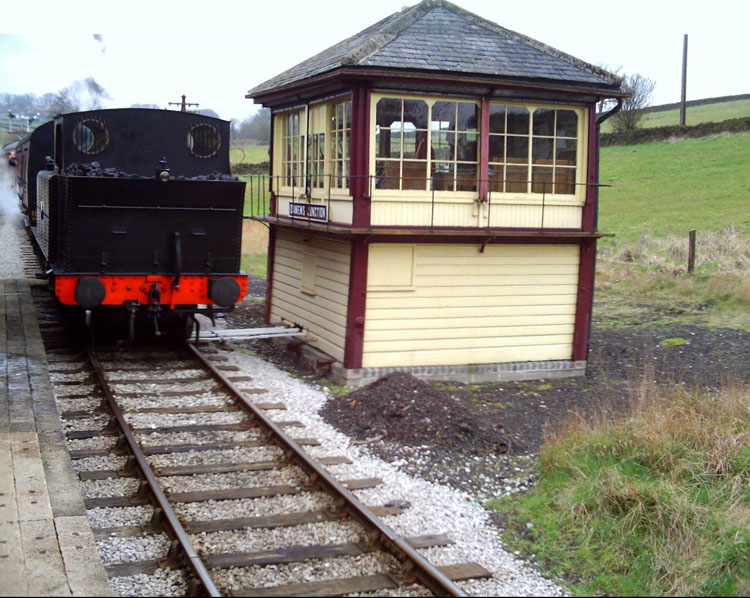
イギリスの信号扱所
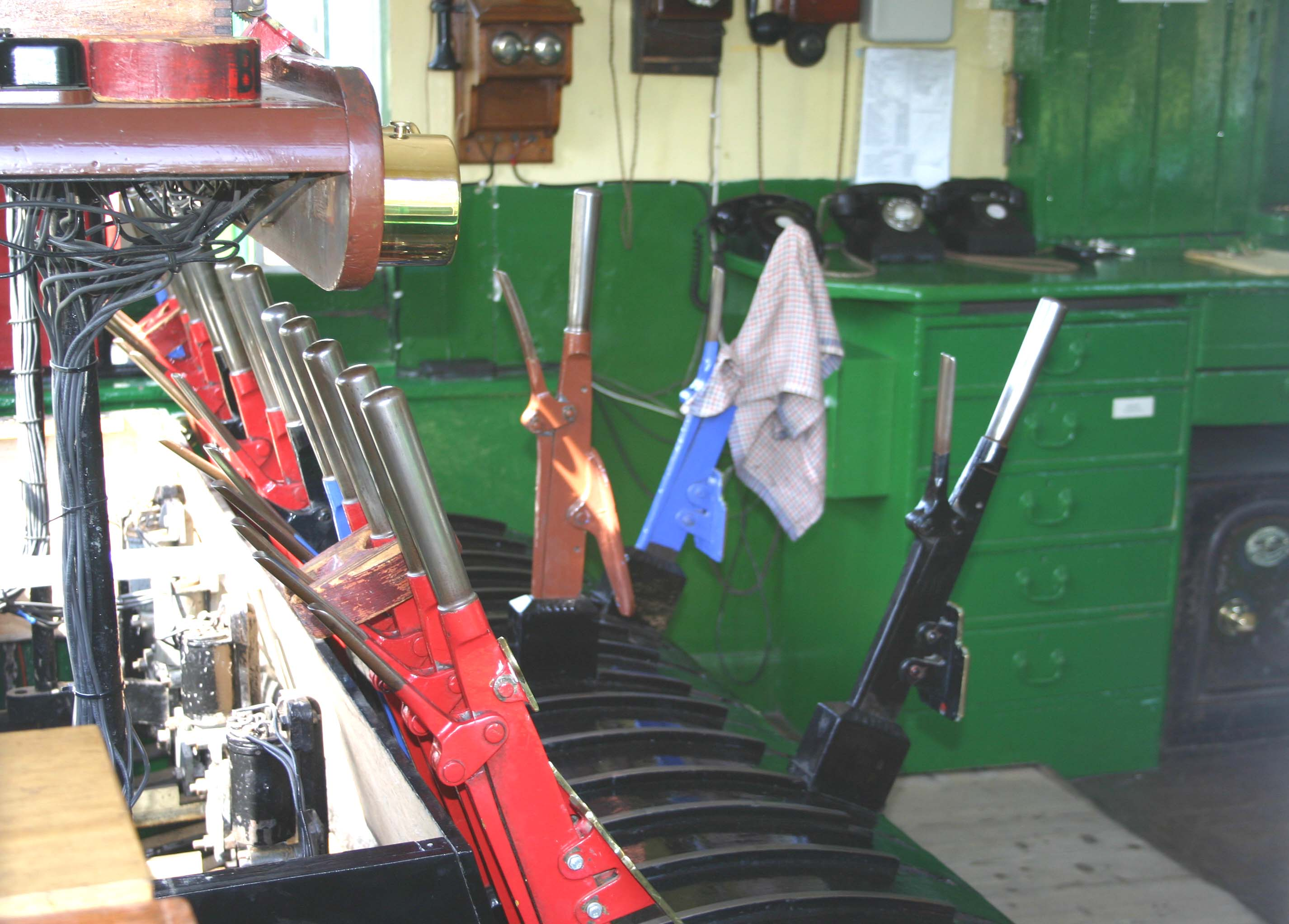
ワイト島蒸気鉄道の信号扱所の内部
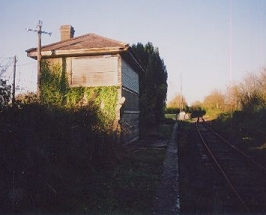
A disused signal box at en:Patrickswell, en:County Limerick, en:Ireland
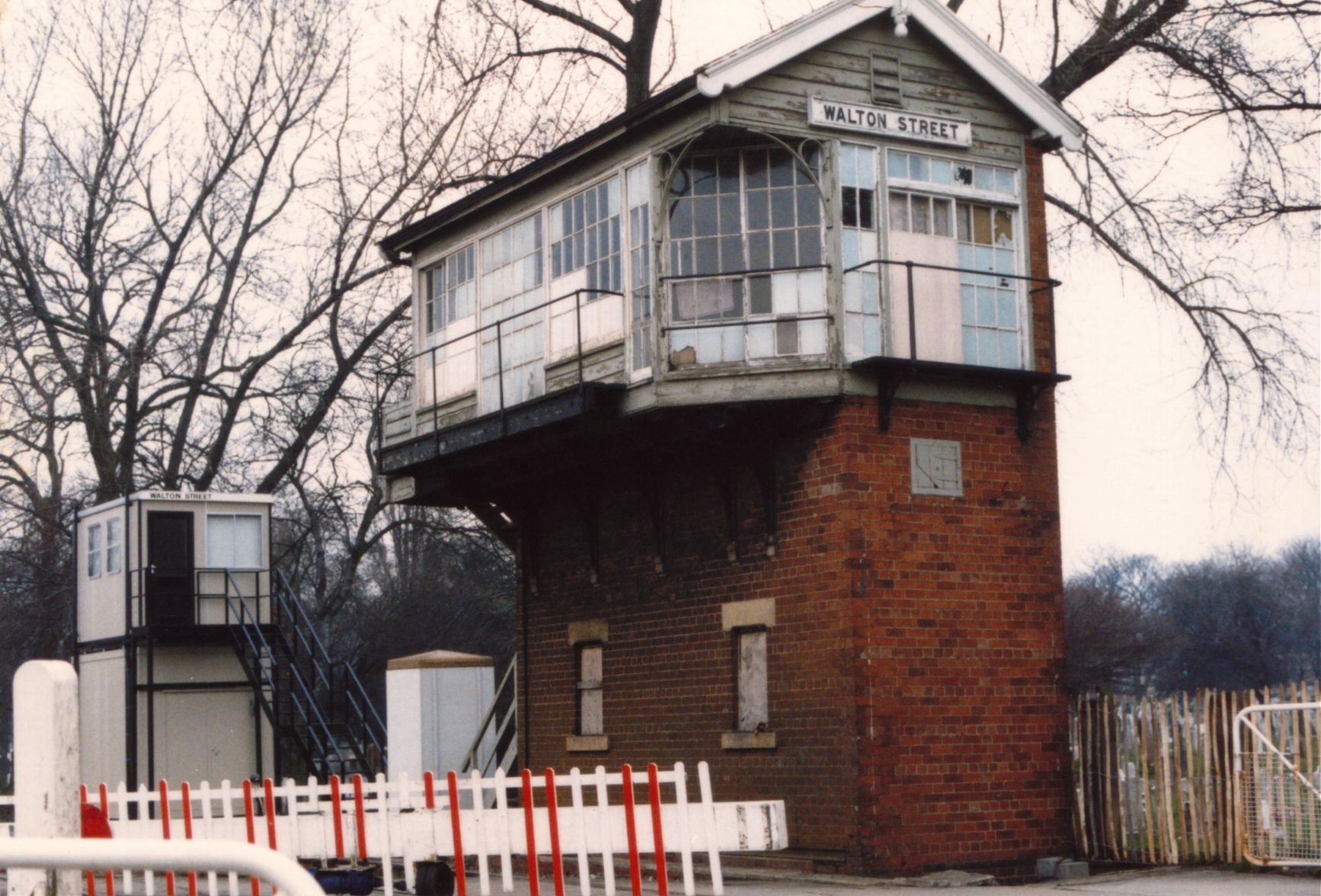
Walton Street Crossing Box, Hull, Humberside ,England.